# Arthopyrenia
Arthopyrenia A. Massal. (kapturnica) – rodzaj grzybów z klasy Dothideomycetes. Niektóre gatunki zaliczane ze względu na współżycie z glonami do grupy porostów.

## Systematyka i nazewnictwo
Pozycja w klasyfikacji według Index Fungorum: Trypetheliaceae, Trypetheliales, Incertae sedis, Dothideomycetes, Pezizomycotina, Ascomycota, Fungi.
Synonimy nazwy naukowej: Ciferriolichen Tomas., Giacominia Cif. & Tomas., Jattaeolichen Tomas. & Cif., Jattaeomyces Cif. & Tomas., Leiophloea (Ach.) Gray, Leiophloea Trevis., Magmopsis Nyl., Mesopyrenia M. Choisy, Mycarthopyrenia Keissl., Mycoarthopyrenia Cif. & Tomas., Mycociferria Tomas., Verrucaria subdiv. Leiophloea Ach.
Nazwa polska według W.Fałtynowicza.

## Gatunki występujące w Polsce
- Arthopyrenia analepta (Ach.) A. Massal. 1852 – kapturnica brunatnawa
- Arthopyrenia cerasi (Schrad.) A. Massal. 1852 – kapturnica wiśniowa
- Arthopyrenia cinereopruinosa (Schaer.) A. Massal. 1855 – kapturnica szarawa
- Arthopyrenia grisea (Schleich. ex Schaer.) Körb. 1855 – kapturnica szara
- Arthopyrenia inconspicua J. Lahm 1865[4] – kapturnica cienka
- Arthopyrenia rhyponta (Ach.) A. Massal. 1852 – kapturnica brudna
- Arthopyrenia salicis A. Massal. 1852 – kapturnica wierzbowa
- Arthopyrenia saxicola A. Massal. 1855[4] – kapturnica skalna
- Arthopyrenia stenospora Körb. 1865[4] – kapturnica wąskozarodnikowa
- Arthopyrenia vratislaviensis Stein 1888[4] – kapturnica wrocławska

Nazwy naukowe na podstawie Index Fungorum. Nazwy polskie według W. Fałtynowicza.